# Dimokratikos Synagermos
Dimokratikos Synagermos (DISY, griechisch Δημοκρατικός Συναγερμός ‚Demokratische Sammlung‘, türkisch Demokratik Seferberlik) ist eine christdemokratische und konservative Partei in der Republik Zypern. Sie ist Mitglied der Europäischen Volkspartei, der Christlich Demokratischen Internationale und der Internationalen Demokratischen Union. DISY stellte von 2013 bis 2023 mit Nikos Anastasiadis den Präsidenten der Republik Zypern. Sie ist stärkste Kraft im Repräsentantenhaus.

## Geschichte
Sie wurde 1976 von Glafkos Klerides gegründet. Dieser war, seit der Unabhängigkeit der Republik Zypern im Jahre 1960, Präsident des Repräsentantenhauses gewesen und als solcher nach dem Zusammenbruch des EOKA-B-Putsches 1974 vorübergehend Staatsoberhaupt. Die DISY ging aus dem pro-westlichen, d. h. USA- und NATO-freundlichen Flügel der Eniaion Komma („Vereinigte Partei“) hervor. Der Flügel, der die blockfreie Außenpolitik des Erzbischofs und ersten zyprischen Präsidenten Makarios III. fortsetzen wollte, bildete hingegen die Dimokratiko Komma (DIKO). Zur Parlamentswahl 1976 ging DISY ein Bündnis mit der rechtsnationalistischen Dimokratiko Ethniko Komma (DEK) ein, die mit der EOKA-B und den Putschisten von 1974 verbunden war. DISY und DEK kamen zusammen auf 28 Prozent der Stimmen. Da sich die drei anderen maßgeblichen Parteien – DIKO, die kommunistische AKEL und die sozialistische EDEK – ihrerseits verbündet hatten und ein Mehrheitswahlrecht galt, erhielten DISY und DEK aber keinen einzigen Sitz im Repräsentantenhaus. Die DEK löste sich 1977 auf und schloss sich der DISY an. Diese trug seither das Stigma, mit den einstigen Putschisten und rechtsextremen Nationalisten verbunden zu sein. Ihre kommunistischen Konkurrenten bezeichneten die DISY gar als „faschistisch“.
Bei der Parlamentswahl 1981 kam DISY mit 31,9 Prozent der Stimmen und 12 der 35 Parlamentssitze annähernd gleichauf mit der kommunistischen AKEL und verdrängte die regierende DIKO auf den dritten Platz. Bei den Parlamentswahlen von 1985 wurde DISY mit 33,6 Prozent und 19 Abgeordneten im auf 56 Sitze vergrößerten Parlament stärkste Kraft. Klerides verpasste 1988 mit 48,4 Prozent im zweiten Wahlgang knapp die Präsidentschaft. Die DISY wurde 1991 als assoziiertes Mitglied in die Europäische Volkspartei (EVP) aufgenommen, zuvor gehörte sie bereits der konservativen Europäischen Demokratischen Union (EDU) an. Zu den Parlamentswahlen 1991 und 1996 ging DISY jeweils eine Listenvereinigung mit der Komma Fileleftheron (Liberalen Partei), einer Abspaltung von der DIKO unter Führung von Nikos Rolandis ein. Zusammen wurden sie jeweils mit Stimmanteilen um 35 Prozent und 20 Abgeordneten wiederum stärkste Kraft im Parlament.

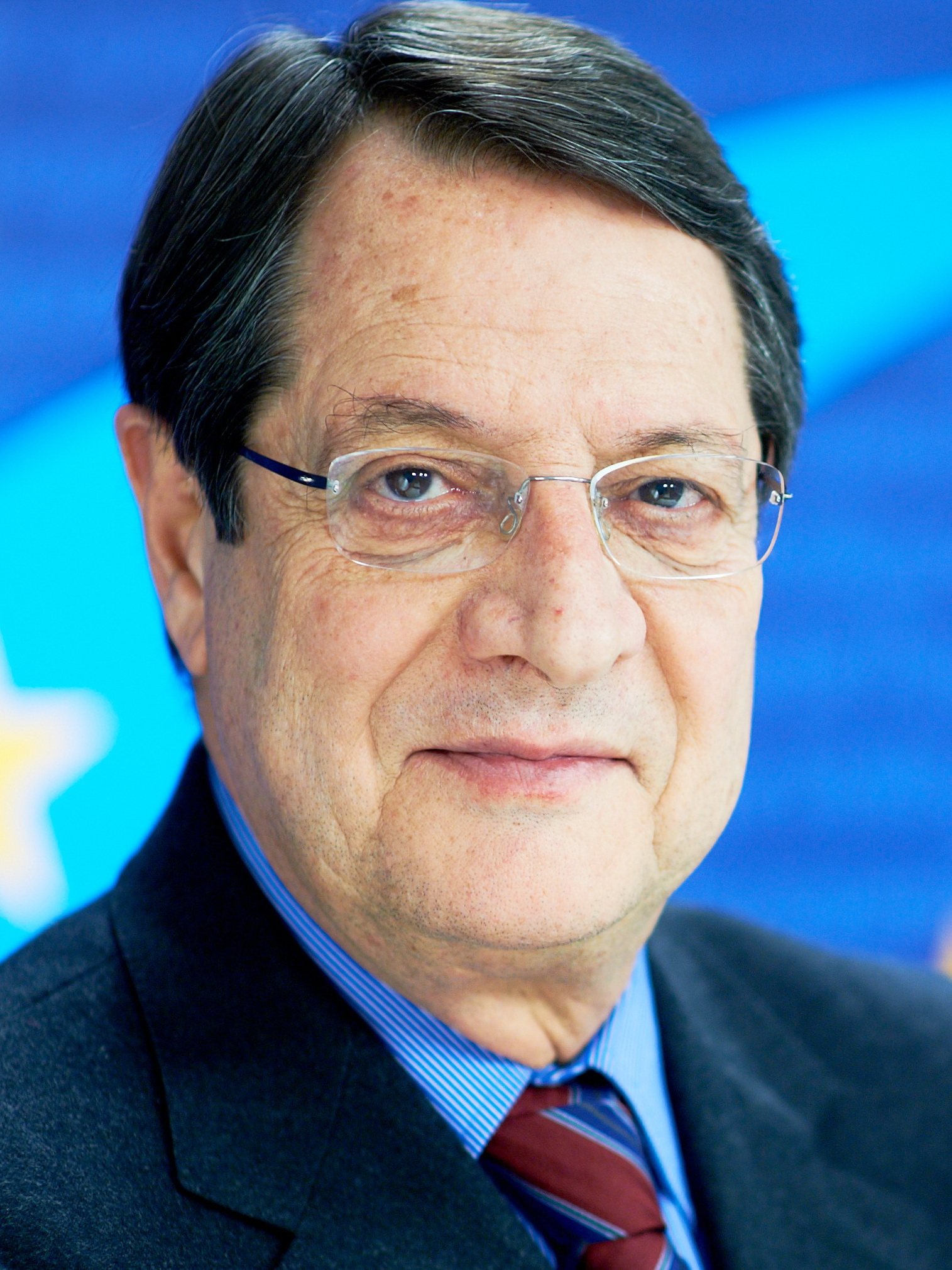
Nikos Anastasiadis, seit 2013 Präsident der Republik Zypern

Bei der Präsidentschaftswahl 1993 wurde der DISY-Vorsitzende Glafkos Klerides mit 50,3 Prozent der Stimmen in der Stichwahl zum Präsidenten gewählt. Den Parteivorsitz gab er 1997 an Nikos Anastasiadis ab. Die Komma Fileleftheron ging 1998 in der DISY auf. Im selben Jahr wurde Klerides für eine weitere fünfjährige Amtszeit wiedergewählt. DISY sah Zypern – trotz seiner Lage im östlichen Mittelmeer – stets als einen westeuropäischen Staat, setzte sich für engere Verbindungen zu den Europäischen Gemeinschaften ein und bereitete schließlich den EU-Beitritt Zyperns vor. Während der zweiten Amtszeit Klerides’ gab die DISY ihren griechisch-zypriotischen Nationalismus weitgehend auf und setzte sich stattdessen für eine Versöhnung mit den Zyperntürken im Norden ein. So war DISY die Partei, die am nachdrücklichsten den Annan-Plan zur Wiedervereinigung der Insel in Form einer Konföderation unterstützte.
Klerides bewarb sich bei der Präsidentschaftswahl 2003 um eine dritte Amtszeit, unterlag aber bereits im ersten Wahlgang mit 38,8 Prozent gegen Tassos Papadopoulos von der DIKO. So war die DISY beim EU-Beitritt Zyperns 2004, für den sie sich stark eingesetzt hatte, nicht mehr an der Regierung. Der Annan-Plan wurde im Referendum 2004 von einer Mehrheit der Zyperngriechen abgelehnt. Im Zusammenhang mit der Abstimmung wurden einige Mitglieder, die den Plan entgegen der offiziellen Parteilinie ablehnten, aus der DISY ausgeschlossen. Sie bildeten die rechtsnationalistische Partei Evropaiki Dimokratia, die 2005 in der Evropaiko Komma (Evroko) aufging. Bei der ersten Europawahl in Zypern im Juni 2004 wurde DISY allerdings stärkste Kraft und erhielt 2 der 6 zyprischen Sitze im Europäischen Parlament. Sie ist seither Vollmitglied der EVP. Bei den Wahlen zum Repräsentantenhaus 2006 errang DISY 30,3 % der Stimmen und wurde somit zweitstärkste Partei.
Bei der Präsidentschaftswahl 2008 unterlag der DISY-Kandidat Ioannis Kasoulidis im zweiten Wahlgang gegen Dimitris Christofias von der AKEL. Seit den Parlamentswahlen 2011, bei der sie auf 34,3 Prozent der Stimmen kam, stellt die DISY mit 20 von 56 Sitzen die größte Fraktion im Parlament Zyperns. Gemäß ihrer traditionell NATO-freundlichen Haltung setzte sich DISY für einen Beitritt Zyperns zur „Partnerschaft für den Frieden“ ein, der 2011 vom zyprischen Parlament beschlossen, aber durch ein Veto des Präsidenten Christofias verhindert wurde.
Der langjährige DISY-Vorsitzende Nikos Anastasiadis gewann die Präsidentschaftswahl im Februar 2013 mit 57,5 Prozent der Stimmen im zweiten Wahlgang. Als sein Nachfolger im Amt des Parteivorsitzenden wurde deshalb am 11. Mai 2013 Averof Neophytou gewählt. Sein Stellvertreter ist Lefteris Christoforou (griechisch Λευτέρης Χριστοφόρου). Die Europaabgeordnete Eleni Theocharous vom rechten Parteiflügel verließ Ende 2015 die DISY und gründete die Kinima Allilengyi („Solidaritäts-Bewegung“), der sich auch die frühere DISY-Abspaltung Evroko anschloss. Anastasiadis wurde 2018 mit 56 Prozent in der Stichwahl als Präsident der Republik Zypern bestätigt. Bei der Parlamentswahl 2021 ging DISY auf 27,8 Prozent und 17 Sitze zurück, blieb aber stärkste Kraft. Bei der Präsidentenwahl 2023 schaffte es der DISY-Vorsitzende Averof Neophytou als Drittplatzierter mit 26,1 % nicht in die Stichwahl, die das Ex-DISY-Mitglied Nikos Christodoulidis als unabhängiger Kandidat gewann.

## Wahlergebnisse
| Jahr | Wahl                | Stimmen | %       | Sitze         |
| ---- | ------------------- | ------- | ------- | ------------- |
| 1976 | Parlamentswahl 1976 | 485.332 | 28,08 % | 0/35 1        |
| 1981 | Parlamentswahl 1981 | 92.886  | 31,92 % | 12/35         |
| 1985 | Parlamentswahl 1985 | 107.223 | 33,56 % | 19/56         |
| 1991 | Parlamentswahl 1991 | 122.495 | 35,81 % | 20/56         |
| 1996 | Parlamentswahl 1996 | 127.380 | 34,47 % | 20/56         |
| 2001 | Parlamentswahl 2001 | 139.732 | 34,00 % | 19/56         |
| 2004 | Europawahl 2004     | 94.355  | 28,23 % | 2/6           |
| 2006 | Parlamentswahl 2006 | 128.334 | 30,34 % | 18/56         |
| 2009 | Europawahl 2009     | 109.209 | 35,65 % | 2/6           |
| 2011 | Parlamentswahl 2011 | 129.056 | 34,40 % | 20/56         |
| 2014 | Europawahl 2014     | 97.732  | 37,75 % | 2/6 von 2/6 2 |
| 2016 | Parlamentswahl 2016 | 107.823 | 30,68 % | 18/56         |
| 2019 | Europawahl 2019     | 81.539  | 29,02 % | 2/6           |
| 2021 | Parlamentswahl 2021 | 99.328  | 27,77 % | 17/56         |